# Фриктальский диалект
Фриктальский диалект (нем. Fricktalerisch) — диалект немецкого языка, распространённый в районе Фрикталь на северо-западе швейцарского кантона Аргау. Принадлежит к западной группе верхнеалеманнских диалектов вместе с золотурнским, базельландским и бернским диалектами.